# Estadio de Wessex

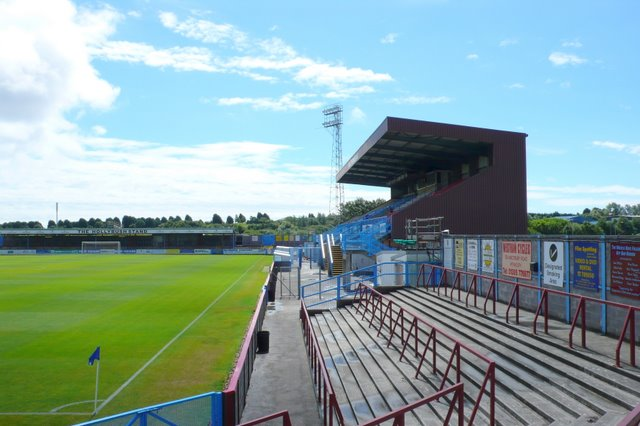
Vista del estadio

El Estadio de Wessex (en inglés: Wessex Stadium) es un estadio ubicado en Weymouth, Dorset, Inglaterra, utilizado con diversos fines. En la actualidad es usado principalmente en partidos de fútbol en los que el Weymouth F.C. juega como local. Tiene una capacidad de 6.600 personas.
- Datos: Q619074